# 1934 a tudományban
Az 1934. év a tudományban és a technikában.

## Díjak
- Nobel-díjak
  - Fizikai Nobel-díj: (nem adták ki)
  - Fiziológiai és orvostudományi Nobel-díj: George Hoyt Whipple, George Richards Minot, William Parry Murphy
  - Kémiai Nobel-díj: Harold Clayton Urey

## Születések
- február 15. –Niklaus Wirth svájci mérnök, matematikus, a számítástudomány egyik svájci úttörője
- március 5. – Daniel Kahneman, közgazdasági Nobel-emlékdíjat kapott izraeli-amerikai pszichológus
- március 9. – Jurij Gagarin orosz, szovjet űrhajós, az első ember a világűrben († 1968)
- március 14. – Eugene Cernan szlovák származású amerikai űrhajós († 2017)
- március 31. – Carlo Rubbia Nobel-díjas olasz fizikus
- április 2. – Paul Cohen amerikai matematikus († 2007)
- április 3. – Jane Goodall angol etológus, antropológus és primatológus
- május 17. – Kárpáti György kanadai magyar neurológus, molekuláris biológus († 2009)
- május 30. – Alekszej Leonov orosz, szovjet űrhajós († 2019)
- július 13. – Alekszej Jeliszejev orosz, szovjet űrhajós
- augusztus 2. – Valerij Bikovszkij orosz, szovjet űrhajós († 2019)
- szeptember 21. – David J. Thouless Nobel-díjas brit-amerikai fizikus († 2019)
- november 9. – Carl Sagan amerikai csillagász, planetológus, asztrobiológus, békeaktivista († 1996)
- december 3. – Viktor Gorbatko orosz, szovjet űrhajós († 2017)
- december 18. – Borisz Volinov orosz, szovjet űrhajós

## Halálozások
- január 29. – Fritz Haber Nobel-díjas német kémikus (* 1868)
- július 4. – Marie Curie fizikai- és kémiai Nobel-díjas lengyel származású francia fizikus (* 1867)
- július 24. – Hans Hahn osztrák matematikus (* 1879)
- október 11. – Kövesligethy Radó csillagász, geofizikus, világszerte elismert földrengéskutató (* 1862)
- október 17. – Santiago Ramón y Cajal spanyol patológus, neurológus, hisztológiai (szövettani) szakember (* 1852)
- november 5. – Walther von Dyck német matematikus (* 1856)
- november 16. – Carl von Linde német tudós, mérnök, feltaláló (* 1842)
- december 4. – Adrien de Gerlache belga tengerész, felfedező (* 1866)